# Roman Stepanovyč Smal'-Stoc'kyj
Roman Stepanovyč Smal'-Stoc'kyj (in ucraino Роман Степанович Смаль-Стоцький?; Černivci, 8 gennaio 1893 – Washington, 27 aprile 1969) è stato un filologo e diplomatico ucraino.
Fu ambasciatore a Berlino dal 1921 al 1923. Finanziò gli studi del pittore Nikolaj Petrovič Gluščenko.

## Biografia
Dopo la laurea all'Università di Vienna, studiò a Lipsia e a Monaco di Baviera tra il 1903 e il 1911, e nel 1914 pubblicò la sua tesi intitolata Saggio sulla formazione delle parole degli aggettivi ucraini. Dopo gli studi insegnò all'Accademia Orientale di Berlino e prese parte alla prima guerra mondiale nel XL reggimento di fanteria, dopodiché si attivò nell'Unione per la liberazione dell'Ucraina (SVU) e lavorò presso la Scuola Superiore di Servizio Diplomatico di Berlino, dove assieme a Vasyl' Ivanovyč Simovyč pubblicò una serie di monografie intitolata Novi šljachy ("nuove vie").
Nel 1919 divenne ambasciatore della Repubblica Popolare dell'Ucraina Occidentale a Berlino e dal 1921 al 1923 fu consigliere dell'ambasciata e ambasciatore della Repubblica Popolare Ucraina. In seguitò insegnò alla Libera università ucraina di Praga e all'Università di Varsavia, indi nella capitale polacca fu segretario ed editore dell'Istituto Scientifico Ucraino, e negli anni della seconda guerra mondiale tornò in Cecoslovacchia per insegnare all'Università di Praga. Nel 1934 divenne membro della Società scientifica Ševčenko di Leopoli.
Nel dopoguerra si stabilì negli Stati Uniti, dove insegnò all'Università di Milwaukee e poi a Washington. Fu presidente della Società scientifica Ševčenko negli Stati Uniti.

## Opere
Smal'-Stoc'kyj fu autore di molte pubblicazioni sulla lingua ucraina e sulla linguistica slava. Con Ivan Ivanovyč Ohijenko pubblicò una serie in sei numeri intitolata Studi di grammatica ucraina.
- (UK) Українська мова в совєтській Україні. Друге поширене видання, 1969.
- (UK) Правдиве значення совєтського терміну «Україна», 1968.
- (UK) Нарис словотвору прикметників української мови, Praga, Накладом Укр. Ун-ту в Празі.